# Guominjun

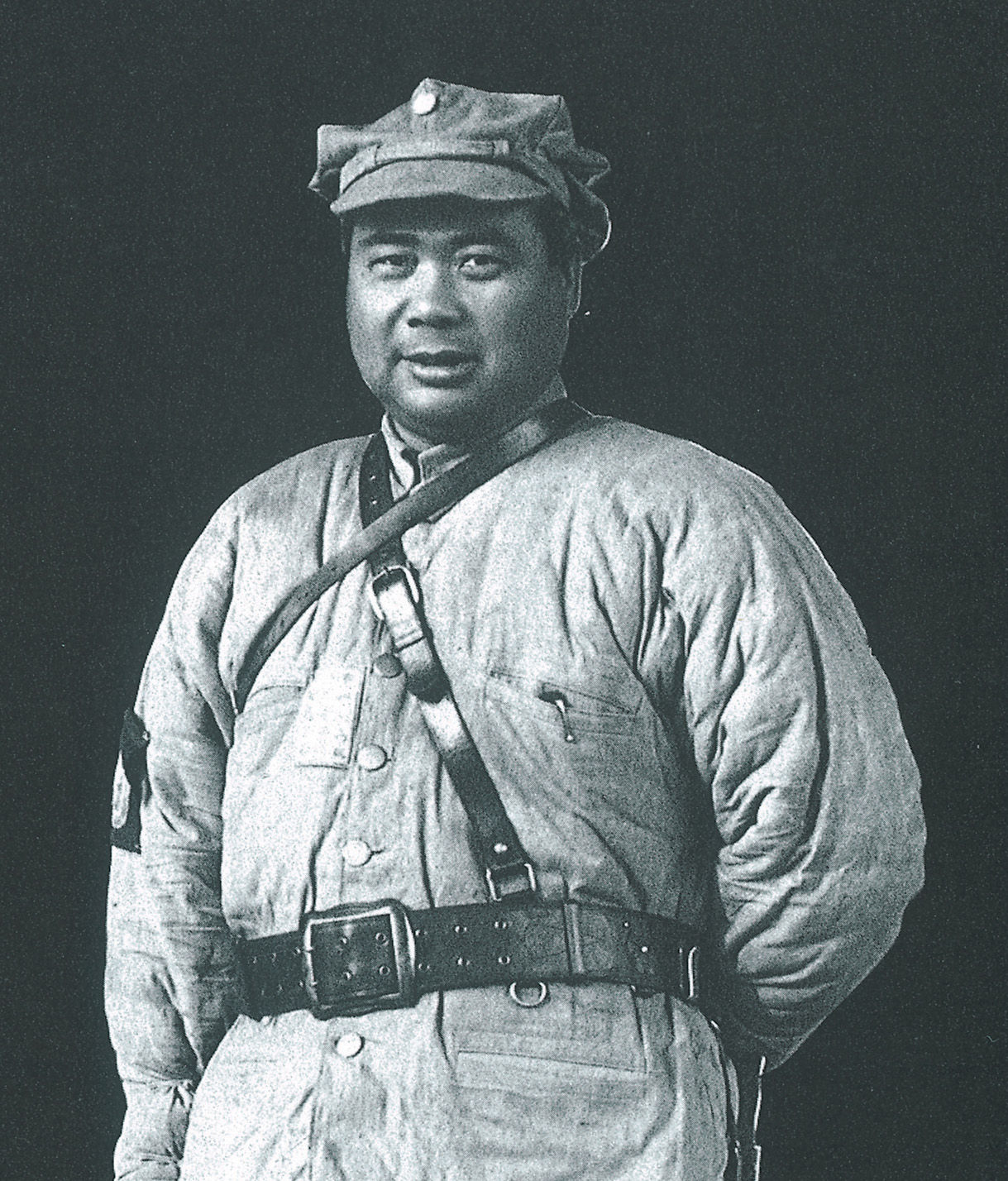
Feng Yuxiang en 1930.

Le Guominjun ou Kuominchun (chinois simplifié : 国民軍; chinois traditionnel : 國民軍; pinyin: Guómínjūn; Wade-Giles: Kuominchun), soit Armée nationaliste, était le nom de la faction militaire chinoise dirigée par Feng Yuxiang durant la période des seigneurs de la guerre dans les premières années de la république de Chine.

## Histoire
Le Guominjun est formé en 1924, lorsque Feng Yuxiang se retourne contre ses alliés de la faction du Zhili, alors en guerre contre la clique du Fengtian de Zhang Zuolin, et réalise un coup d'État à Pékin, mettant aux arrêts le Président Cao Kun et expulsant au passage l'ancien empereur Puyi de la cité interdite. Le Guominjun, commandé par Feng et ses alliés Hu Jingyi et Sun Yue, se partage le pouvoir avec la faction du Fengtian. 
Favorable au gouvernement du Kuomintang dirigé par Sun Yat-sen dans le Guangdong, le Guominjun en est indépendant, du fait de la distance géographique. Feng Yuxiang, général converti au christianisme, se distingue des autres seigneurs de la guerre par une politique paternaliste, attentive au bien-être de ses troupes ainsi qu'à leur éducation religieuse et politique. Le Guominjun reçoit, comme le Kuomintang, le soutien matériel et financier de l'Union soviétique. 
En novembre 1925, à la suite de la défection pour le Guominjun du général Guo Songling, précédemment allié à Zhang Zuolin, un conflit armé éclate entre le Guominjun et la clique du Fengtian, alliée à la clique du Zhili de Wu Peifu. Les troupes de Feng Yuxiang ont le dessous, mais l'expédition du nord lancée par le Kuomintang vient bientôt changer la donne. Le Guominjun annonce son ralliement au Kuomintang et fusionne avec l'Armée nationale révolutionnaire, contribuant à la victoire des troupes de Tchang Kaï-chek contre celles de Zhang Zuolin et Wu Peifu.
Feng Yuxiang, mécontent des méthodes de gouvernement de Tchang Kaï-chek, entre cependant en conflit avec lui : en 1930, la guerre des Plaines centrales oppose le Guominjun, allié au gouverneur du Shanxi Yan Xishan et à d'autres mécontents, à la faction de Tchang. Feng et Xan sont finalement battus et ce qui reste du Guominjun est absorbé par l'appareil militaire du Kuomintang.